# Carpodesmia brachycarpa
Espèce
Carpodesmia brachycarpa (basionyme : Cystoseira brachycarpa) est une espèce d’algues brunes de la famille des Sargassaceae.

## Nomenclature
Carpodesmia brachycarpa a pour synonymes selon AlgaeBase (30 août 2020) :
- synonyme homotypique :
  - Cystoseira brachycarpa J.Agardh, 1896 (basionyme) ;
- synonymes hétérotypiques :
  - Cystoseira balearica Sauv., 1912 ;
  - Cystoseira caespitosa Sauv., 1912 ;
  - Cystoseira brachycarpa var. balearica (Sauv.) Giaccone 1992.

## Distribution
Cette espèce est endémique de la mer Méditerranée.

## Écologie
Elle se développe entre la surface et 25 m de profondeur, dans des milieux calmes.

## Liste des variétés
Selon World Register of Marine Species (30 août 2020) :
- variété Cystoseira brachycarpa var. claudiae (Giaccone) Giaccone, 1992
- variété Cystoseira brachycarpa var. balearica (Sauvageau) Giaccone, 1992 = Cystoseira brachycarpa J.Agardh, 1896